# Joel Barbosa
Joel Barbosa Ribeiro (Parnarama, 7 de setembro de 1910) é um advogado, corretor de imóveis e político brasileiro que foi deputado federal pelo Maranhão.

## Dados biográficos
Filho de Adelino Barbosa Ribeiro e Alice Nunes Ribeiro. Formou-se advogado em 1958 pela Universidade Federal do Maranhão e antes trabalhara como corretor de imóveis. Primeiro suplente de deputado estadual em 1950, integrava os quadros do PSD e sob esta condição foi secretário de Justiça no governo Eugênio Barros. Eleito deputado estadual em 1954, renunciou após dois anos para assumir a superintendência da Caixa Econômica Federal no Maranhão, cargo que deixou em 1959 quando o governador José de Matos Carvalho o nomeou secretário de Agricultura.
Eleito deputado federal em 1962, retornou ao cargo de secretário de Justiça no governo Newton Belo, mas reassumiu o mandato parlamentar no começo do Regime Militar de 1964 e quando este outorgou o bipartidarismo mediante o Ato Institucional Número Dois filiou-se à ARENA, embora não tenha concorrido à reeleição no pleito seguinte. Nomeado conselheiro do Tribunal de Contas do Maranhão em 1967, permaneceu na corte por oito anos, quando se aposentou.